# HyImpulse Technologies
HyImpulse est une entreprise privée allemande dont le siège est à Neuenstadt am Kocher. Elle développe SL1, un petit lanceur à propulsion hybride. La société est une spin-off du DLR, l'agence spatiale allemande, fondée en 2018 à partir du centre de propulsion chimique de l'agence à Lampoldshausen. HyImpulse est financée par Rudolf Schwarz, président de la société technologique allemande IABG.
La société développe SL1, une fusée à propulsion hybride à trois étages conçue pour transporter des satellites jusqu'à 500 kg en orbite basse. Elle travaille également sur le lanceur suborbital SR75, qui servira à la fois de premier service commercial de l'entreprise et de démonstrateur technologique pour le SL1.
Le 28 juillet 2023, l'Autorité de l'aviation civile du Royaume-Uni (CAA) a accordé à HyImpulse l'autorisation de lancer sa fusée SR75 pour la première fois depuis la Base de lancement de SaxaVord en Écosse, entre le 1er décembre 2023 et le 30 novembre 2024. Bien que SaxaVord n'ait pas encore reçu sa licence de spaceport, la CAA a confirmé que la licence ne sera pas nécessaire pour accueillir le vol suborbital du SR75 en raison de l'altitude maximale visée de 47 kilomètres et de la taille du moteur de la fusée. Cependant, en novembre 2023, il a été annoncé que le vol inaugural du SR75 aura lieu en mars 2024 depuis le Koonibba Test Range en Australie, exploité par Southern Launch. Le 3 mai 2024, la fusée-sonde SR75 effectue son vol inaugural depuis Koonibba.
Le moteur-fusée à propulsion hybride utilise un carburant à base de paraffine solide et de l'oxygène liquide. Le 4 septembre, HyImpulse a terminé sa neuvième campagne d'essais à chaud. Avec la réussite des tests, HyImpulse a qualifié son moteur-fusée à propulsion hybride HyPLOX-75 pour le vol. Le moteur sera utilisé à bord des premier et deuxième étages des fusées SR75 et SL1.